# ATP Окланд Оупън
ATP Оукланд Оупън (на английски: ATP Auckland Open) е тенис турнир за мъже. Турнирът се провежда в Окланд, Нова Зеландия на твърди кортове. Турнирът се играе всяка година в тенис центъра на ASB в Парнел. Той е част от сериите ATP World Tour 250 на Световното турне на Асоциацията на професионалистите по тенис (ATP). Турнирът се провежда ежегодно през януари, седмица преди първия турнир от Големия шлем за сезона Открито първенство по тенис на Австралия.

## История
През 1920-те години са построени големи нови тенис игрища в Окланд за Асоциацията по тенис на трева в Окланд (сега Тенис Окланд), Уелингтън и Крайстчърч, включващи както тревни, така и твърди кортове.  През 1920 г., когато Auckland Lawn Tennis Association (сега Тенис Окланд) търси постоянна база, единственото налично място е на Стенли стрийт. Невъзмутими, местните клубове събраха огромната тогава сума от 1800 паунда, за да подготвят мястото и да построят нови кортове. През следващите 30 години тенис центърът на Стенли стрийт е дом на местни тенис мачове. През 1956 г. Окланд е домакин на първия си постоянен международен турнир, „Поканата на Окланд“.  Турнирът е общо събитие за мъже и жени до 1981 г. 
От 1969 г., първото издание в отворената ера на тениса, до 1995 г. турнирът е известен под спонсорираното си име „Benson and Hedges Open“. От 1998 г. до 2015 г. е наречен „Heineken Open“. 
Турнирът се играе на открити тревни кортове от първото му издание през 1956 г. до 1977 г., преминавайки към твърди кортове през 1978 г. Между 1979 и 1989 г. той е турнир от тенис веригата Гран При.
След като бяха разделени в продължение на 34 години, WTA и ATP обединиха събитието през 2016 г. и двата турнира сега са известни като ASB Classic. Heineken все още е спонсор, но ще има намалена роля в очакването на новите правила за тенис, ограничаващи спонсорството на алкохол. 
Окланд Оупън през 2021 г. и 2022 г. са отменени поради пандемията от COVID-19. По отношение на отмяната през 2022 г., организаторите цитираха строгите правила за карантина в Нова Зеландия, които правят неприемливо за играчи, длъжностни лица и целия друг задължителен персонал да бъдат допуснати в страната. 

## Сингъл
| Година        | Шампион                                       | Финалист                                      | Резултат                                      |
| ------------- | --------------------------------------------- | --------------------------------------------- | --------------------------------------------- |
| 2025          | Гаел Монфис                                   | Зизу Бергс                                    | 6 – 3, 6 – 4                                  |
| 2024          | Алехандро Табило                              | Таро Даниел                                   | 6 – 2, 7 – 5                                  |
| 2023          | Ришар Гаске                                   | Камерън Нори                                  | 4 – 6, 6 – 4, 6 – 4                           |
| 2022          | Турнирът на се провежда (пандемията КОВИД-19) | Турнирът на се провежда (пандемията КОВИД-19) | Турнирът на се провежда (пандемията КОВИД-19) |
| 2021          | Турнирът на се провежда (пандемията КОВИД-19) | Турнирът на се провежда (пандемията КОВИД-19) | Турнирът на се провежда (пандемията КОВИД-19) |
| 2020          | Юго Умбер                                     | Беноа Пер                                     | 7 – 6(7–2), 3 – 6, 7 – 6(7–5)                 |
| 2019          | Тенис Сандгрен                                | Камерън Нори                                  | 6 – 4, 6 – 2                                  |
| 2018          | Роберто Баутиста Агут                         | Хуан Мартин дел Потро                         | 6 – 1, 4 – 6, 7 – 5                           |
| 2017          | Джак Сок                                      | Жоао Соуса                                    | 6 – 3, 5 – 7, 6 – 3                           |
| 2016          | Роберто Баутиста Агут                         | Джак Сок                                      | 6 – 1, 1 – 0 отказва се                       |
| 2015          | Иржи Весели                                   | Адриан Манарино                               | 6 – 3, 6 – 2                                  |
| 2014          | Джон Иснър                                    | Лу Йен-хсун                                   | 7 – 6(7–4), 7 – 6(9–7)                        |
| 2013          | Давид Ферер                                   | Филип Колшрайбер                              | 7 – 6(7–5), 6 – 1                             |
| 2012          | Давид Ферер                                   | Оливие Рокюс                                  | 6 – 3, 6 – 4                                  |
| 2011          | Давид Ферер                                   | Давид Налбандиян                              | 6 – 3, 6 – 2                                  |
| 2010          | Джон Иснър                                    | Арно Клеман                                   | 6 – 3, 5 – 7, 7 – 6(7–2)                      |
| 2009          | Хуан Мартин дел Потро                         | Сам Куери                                     | 6 – 4, 6 – 4                                  |
| 2008          | Филип Колшрайбер                              | Хуан Карлос Фереро                            | 7 – 6(7–4), 7 – 5                             |
| 2007          | Давид Ферер                                   | Томи Робредо                                  | 6 – 4, 6 – 2                                  |
| 2006          | Ярко Ниеминен                                 | Марио Анчич                                   | 6 – 2, 6 – 2                                  |
| 2005          | Фернандо Гонсалес                             | Оливие Рокюс                                  | 6 – 4, 6 – 2                                  |
| 2004          | Доминик Хърбати                               | Рафаел Надал                                  | 4 – 6, 6 – 2, 7 – 5                           |
| 2003          | Густаво Куертен                               | Доминик Хърбати                               | 6 – 3, 7 – 5                                  |
| 2002          | Грег Руседски                                 | Жером Голмар                                  | 6 – 7, 6 – 4, 7 – 5                           |
| 2001          | Доминик Хърбати                               | Франсиско Клавет                              | 6 – 4, 2 – 6, 6 – 3                           |
| 2000          | Магнус Норман                                 | Майкъл Ченг                                   | 3 – 6, 6 – 3, 7 – 5                           |
| 1999          | Шенг Схалкен                                  | Томи Хаас                                     | 6 – 4, 6 – 4                                  |
| 1998          | Марсело Риос                                  | Ричард Фромберг                               | 4 – 6, 6 – 4, 7 – 6(7–3)                      |
| 1997          | Йонас Бьоркман                                | Кенет Карлсен                                 | 7 – 6, 6 – 0                                  |
| 1996          | Иржи Новак                                    | Бред Стевен                                   | 6 – 4, 6 – 4                                  |
| 1995          | Томас Енквист                                 | Чък Адамс                                     | 6 – 2, 6 – 1                                  |
| 1994          | Магнус Густафсон                              | Патрик Макенроу                               | 6 – 4, 6 – 0                                  |
| 1993          | Александър Волков                             | Маливай Уошингтън                             | 7 - 6(7–2), 6 – 4                             |
| 1992          | Хайме Изага                                   | Маливай Уошингтън                             | 7 – 6(7–2), 6 – 4                             |
| 1991          | Карел Новачек                                 | Жан-Филип Флориън                             | 7 – 6(7–5), 7 – 6(7–4)                        |
| 1990          | Скот Дейвис                                   | Андрей Чесноков                               | 4 – 6, 6 – 3, 6 – 3                           |
| 1989          | Рамеш Кришнан                                 | Амос Мансдорф                                 | 6 – 4, 6 – 0                                  |
| 1988          | Амос Мансдорф                                 | Рамеш Кришнан                                 | 6 – 3, 6 – 4                                  |
| 1987          | Милослав Мечирж                               | Михаел Шаперс                                 | 6 – 2, 6 – 3, 6 – 4                           |
| 1986          | Марк Уудфорд                                  | Бъд Шулц                                      | 6 – 4, 6 – 3, 3 – 6, 6 – 4                    |
| 1985          | Крис Луис                                     | Уоли Масур                                    | 7 – 5, 6 – 0, 2 – 6, 6 – 4                    |
| 1984          | Дани Салц                                     | Чип Хупър                                     | 4 – 6, 6 – 3, 6 – 4, 6 – 4                    |
| 1983          | Джон Александър                               | Ръсел Симпсън                                 | 6 – 4, 6 – 3, 6 – 3                           |
| 1982          | Тим Уилкисън                                  | Ръсел Симпсън                                 | 6 – 4, 6 – 4, 6 – 4                           |
| 1981          | Бил Сканлън                                   | Тим Уилкисън                                  | 6 – 7, 6 – 3, 3 – 6, 7 – 6, 6 – 0             |
| 1980          | Джон Садри                                    | Тим Уилкисън                                  | 6 – 4, 3 – 6, 6 – 3, 6 – 4                    |
| 1979          | Тим Уилкисън                                  | Петер Фейгъл                                  | 6 – 3, 4 – 6, 6 – 4, 2 – 6, 6 – 2             |
| 1978          | Елиът Телчър                                  | Они Парун                                     | 6 – 3, 7 – 5, 6 – 1                           |
| 1977          | Виджай Амритраж                               | Тим Уилкисън                                  | 7 – 6, 5 – 7, 6 – 1, 6 – 2                    |
| 1976          | Они Парун                                     | Брайън Феърли                                 | 6 – 2, 6 – 3, 4 – 6, 6 – 3                    |
| 1975          | Они Парун                                     | Брайън Феърли                                 | 4 – 6, 6 – 4, 6 – 4, 6 – 7, 6 – 4             |
| 1974          | Бьорн Борг                                    | Они Парун                                     | 6 – 4, 6 – 4, 3 – 6, 6 – 2                    |
| 1973          | Они Парун                                     | Патрик Пройси                                 | 4 – 6, 6 – 7, 6 – 2, 6 – 0, 7 – 6             |
| 1972          | Рей Ръфелс                                    | Джон Александър                               | 6 – 4, 6 – 4, 7 – 6                           |
| 1971          | Боб Кармайкъл                                 | Алън Стоун                                    | 7 – 6, 7 – 6, 6 – 3                           |
| 1970          | Роджър Тейлър                                 | Том Окер                                      | 6 – 4, 6 – 4, 6 – 1                           |
| 1969          | Тони Роуч                                     | Род Лейвър                                    | 6 – 1, 6 – 4, 4 – 6, 6 – 3                    |
| ↑ Оупън ера ↑ |                                               |                                               |                                               |
| 1968          | Бари Филипс-Мур                               | Они Парун                                     | 6 – 3, 6 – 8, 1 – 6, 6 – 3, 6 – 2             |
| 1967          | Рой Емерсън                                   | Оуен Дейвидсън                                | 6 – 4, 6 – 2, 7 – 5                           |
| 1966          | Рой Емерсън                                   | Роджър Тейлър                                 | 6 – 4, 6 – 3, 6 – 1                           |
| 1965          | Рой Емерсън                                   | Пиер Бартес                                   | 3 – 6, 8 – 6, 7 – 5, 6 – 3                    |
| 1964          | Фред Стол                                     | Лу Джерард                                    | 6 – 3, 6 – 1, 6 – 1                           |
| 1963          | Фред Стол                                     | Боб Хюит                                      | 2 – 6, 6 – 3, 6 – 1, 6 – 2                    |
| 1962          | Кен Флечър                                    | Лу Джерард                                    | 6 – 3, 8 – 10, 7 – 5, 6 – 2                   |
| 1961          | Род Лейвър                                    | Рой Емерсън                                   | 4 – 6, 6 – 3, 6 – 2, 3 – 6, 7 – 5             |
| 1960          | Рой Емерсън                                   | Роналд Макензи                                | 6 – 3, 6 – 1, 6 – 1                           |
| 1959          | Джеф Робсън                                   | Рой Емерсън                                   | 6 – 2, 6 – 4, 8 – 6                           |
| 1958          | Тревър Фенкът                                 | Робърт Марк                                   | 2 – 6, 6 – 4, 6 – 2, 4 – 6, 6 – 3             |
| 1957          | Финалът не се играе поради проливен дъжд      | Финалът не се играе поради проливен дъжд      | Финалът не се играе поради проливен дъжд      |
| 1956          | Робърт Пери                                   | Алън Бърнс                                    | 6 – 4, 6 – 3, 6 – 3                           |